# Ferdinand Rhode

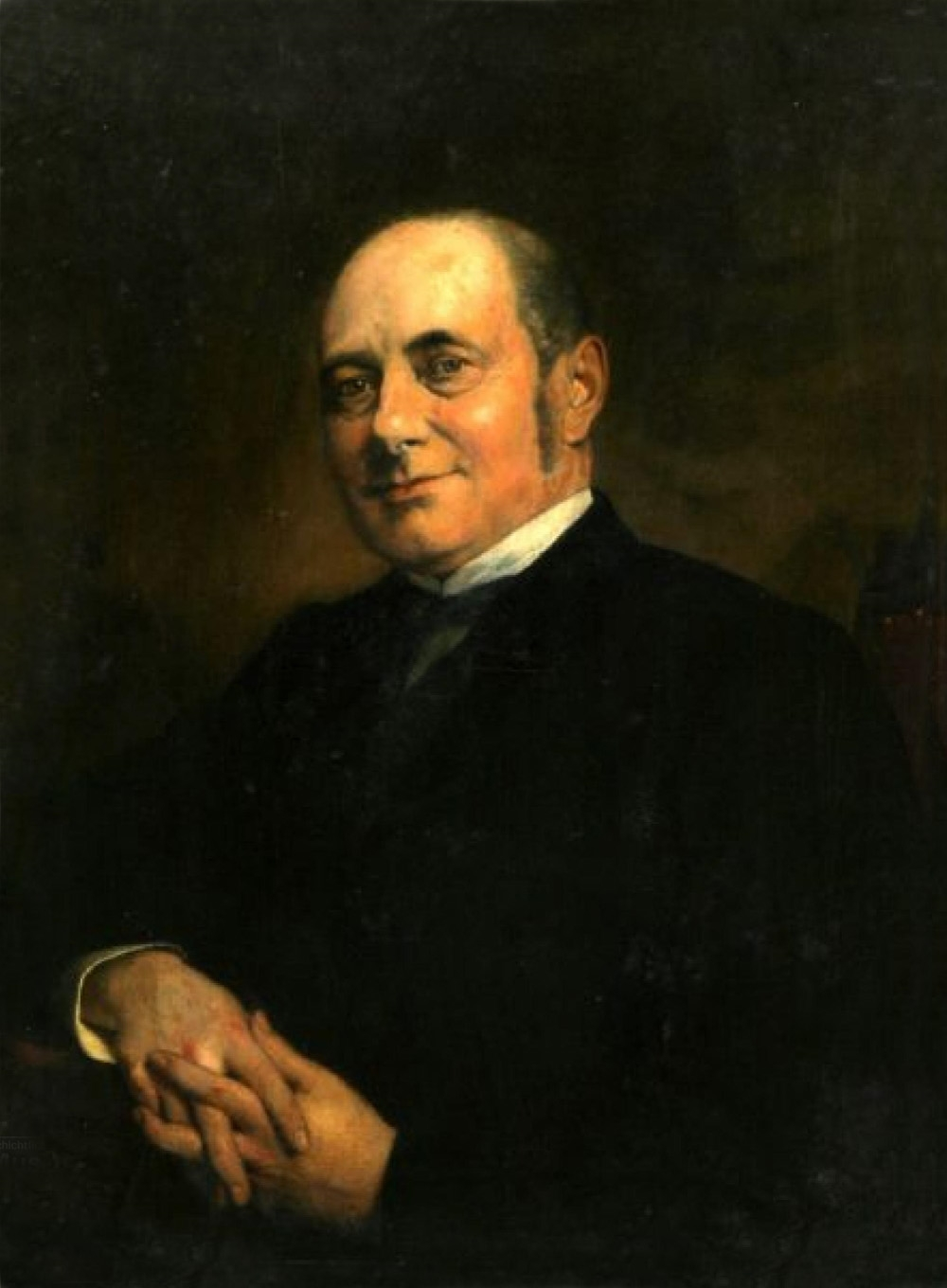
Ferdinand Rhode

Carl Ferdinand Rhode (* 1802 in Hamburg; † 5. November 1872 in Leipzig) war ein deutscher Kaufmann und Mäzen.
Ferdinand Rhode kam im fortgeschrittenen Lebensalter nach Leipzig. Sein im Stadtgeschichtlichen Museum vorliegender Reisepass ist 1847 in Hamburg ausgestellt. In den Leipziger Adressbüchern taucht er erst 1857 auf. Er wohnte zunächst im Großen Blumenberg, von 1859 bis 1866 in der Central-Halle und danach am Roßplatz.
Fünf Jahre vor seinem Tod begründete er die „Stiftung für die Stadt Leipzig“, in die er sein gesamtes Vermögen von über 1,2 Millionen Mark einbrachte. Die jährlichen Zinsen waren für Ziele der Stadt und wohltätige Zwecke zu verwenden, darunter die Pensionsfonds des Theaters und des Stadtorchesters, der Ankauf von Gemälden für das Bildermuseum, Freistellen am Konservatorium sowie verschiedene Kranken-, Witwen- und Sterbekassen. Aus der Stiftung steuerte die Stadt 1902 10.000 Mark für die Errichtung des Goethe-Denkmals auf dem Naschmarkt bei.
1883 ehrte ihn die Stadt mit der Benennung der Ferdinand-Rhode-Straße im Musikviertel.
Ferdinand Rhode wurde in der IV. Abteilung des Neuen Johannisfriedhofs beerdigt.